# 종별실내축구대회
종별실내축구대회는 대한민국 최초의 실내축구 대회이다. 1985년 2월과 1985년 12월 잠실실내체육관에서 단 2회만 개최되고 중단되었다.
1회 대회는 초등부부터 프로까지 전 연령대의 축구팀들이 모든 참가하였지만 2회 대회는 대학팀과 프로팀은 불참하였다.
1회 대회에 참가한 프로팀 유공 코끼리, 대우 로얄즈, 할렐루야 축구단, 현대 호랑이이며 우승은 유공 코끼리 준우승은 대우 로얄즈가 기록하였다.

## 참고 자료
- 김덕기의 프로축구 30년⑮ - 1회용으로 끝나 버린 실내축구